# Chú bọt biển tinh nghịch
Chú bọt biển tinh nghịch (SpongeBob SquarePants) là loạt phim hoạt hình hài hước của Mỹ được tạo ra bởi nhà giáo dục khoa học biển và nhà làm phim hoạt hình Stephen Hillenburg cho Nickelodeon. Loạt phim kể lại những cuộc phiêu lưu và nỗ lực của nhân vật chính và những người bạn dưới đại dương của mình tại thành phố hư cấu Bikini Bottom. Là loạt phim hoạt hình dài thứ năm của Mỹ đã khiến SpongeBob SquarePants trở thành một thương hiệu truyền thông. Đây là loạt phim được đánh giá cao nhất được phát sóng trên tài sản phân phối nhiều nhất của Nickelodeon và ViacomCBS Internal Media Networks. Tính đến cuối năm 2017, nhượng quyền thương mại truyền thông đã tạo ra 13 tỷ đô la lợi nhuận cho đài truyền hình Nickelodeon. Bộ phim được phát sóng tại Việt Nam dưới tên Chú bọt biển tinh nghịch.
Nhiều ý tưởng của loạt phim này bắt nguồn từ "The Intertidal Zone", một cuốn sách giáo dục chưa được xuất bản được Hillenburg cho ra mắt vào năm 1989 để giảng dạy cho học sinh của mình về cuộc sống dưới đáy biển. Ông bắt đầu phát triển loạt phim Chú bọt biển tinh nghịch thành phim truyền hình dài tập vào năm 1996, và đến năm 1997, một chương trình thử nghiệm dài bảy phút đã được trình lên ban lãnh đạo của Nickelodeon. Các nhà điều hành mạng truyền hình muốn SpongeBob được xây dựng ở độ tuổi đi học, nhưng Hillenburg lại thích SpongeBob là một nhân vật ở độ tuổi trưởng thành. Ông đã chuẩn bị để từ bỏ loạt phim, nhưng sau đó thỏa hiệp bằng cách tạo ra  nhân vật bà Puff và trường dạy chèo thuyền của bà để SpongeBob có thể đi học khi trưởng thành.
Nickelodeon đã tổ chức một buổi xem trước cho loạt phim này tại Mỹ vào ngày 1 tháng 5 năm 1999, sau khi nó được phát sóng tại Lễ trao giải 1999 Kids' Choice Awards. Loạt phim chính thức công chiếu vào ngày 17 tháng 7 năm 1999. Chương trình đã nhận được sự hoan nghênh của giới phê bình trên toàn thế giới kể từ khi ra mắt và đã trở nên nổi tiếng vô cùng trong mùa thứ hai. 
Một phim điện ảnh ăn theo có tên The SpongeBob SquarePants Movie, được phát hành tại rạp vào ngày 19 tháng 11 năm 2004. Bộ phim chuyển thể thứ hai, The SpongeBob Movie: Sponge Out of Water, tiếp nối vào ngày 6 tháng 2 năm 2015. Là bộ phim thứ ba và là phần tiền truyện của loạt phim truyền hình, The SpongeBob Movie: Sponge on the Run được phát hành tại các rạp ở Canada vào ngày 14 tháng 8 năm 2020, sau đó là buổi chiếu ra mắt trên video theo yêu cầu và CBS All Access vào năm 2021. Năm 2018, loạt phim bắt đầu phát sóng mùa thứ mười hai; kéo dài cho mùa thứ mười ba vào ngày 17 tháng 7 năm 2019. Kể từ ngày 30 tháng 7 năm 2020, tất cả các mùa trước của chương trình đều có trên CBS All Access.
SpongeBob SquarePants đã giành được nhiều giải thưởng bao gồm: sáu giải Annie, tám giải Golden Reel, bốn giải Emmy, 17 giải Kids 'Choice và hai giải BAFTA dành cho trẻ em. Một vở nhạc kịch Broadway dựa trên loạt phim này ra mắt vào năm 2017 với sự hoan nghênh của giới phê bình. Ba loạt phim ngoại truyện, Kamp Koral: SpongeBob's Under Years , một dự án chưa có tiêu đề dựa trên nhân vật Squidward Tentacles và The Patrick Star Show đang được phát triển vào năm 2020.

## Tiền đề

### Bối cảnh

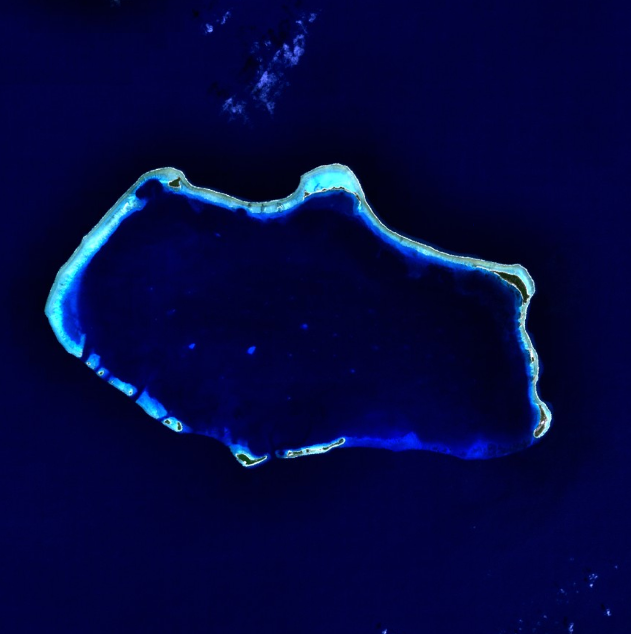
Bikini Atoll, một rạn san hô ở Thái Bình Dương. Tom Kenny xác nhận thành phố hư cấu Bikini Bottom trong phim được đặt tên theo Bikini Atoll.

Bối cảnh trong loạt phim diễn ra tại một thành phố giả tưởng dưới nước có tên Bikini Bottom nằm ở Thái Bình Dương bên dưới rạn san hô có thực được gọi là Bikini Atoll.
Cư dân của thành phố dưới đại dương chủ yếu là những con cá nhiều màu sống trong các tòa nhà làm từ ống khói tàu thủy và sử dụng "boatmobiles", là những chiếc ô tô dạng thuyền là phương tiện di chuyển chính của cư dân. Phương tiện xuất hiện lần đầu trong tập phim "Reef Blower" và trong nhiều tập phim, thường gắn liền với bà Puff và trường dạy chèo thuyền của bà. Các địa điểm định kỳ trong Bikini Bottom bao gồm các ngôi nhà lân cận của SpongeBob, Patrick và Squidward; hai nhà hàng cạnh tranh, Krusty Krab và Chum Bucket; Trường dạy chèo thuyền của bà Puff, tại đây có mở lớp dạy lái thuyền cùng với sự hiện diện của một ngọn hải đăng bị đánh chìm; Treedome, một khu bao quanh bằng kính chứa oxy nơi Sandy sống; Shady Shoals Rest Home; một đồng cỏ biển (seagrass meadow) gọi là Jellyfish Fields; và Goo Lagoon, một hồ bơi nước muối ngầm là một địa điểm dạo chơi trên bãi biển nổi tiếng.
Khi đoàn phim  SpongeBob  bắt đầu sản xuất tập thử nghiệm của loạt phim, họ được giao nhiệm vụ thiết kế các địa điểm kho, được sử dụng nhiều lần, nơi hầu hết các cảnh sẽ diễn ra như ngôi nhà dứa của Krusty Krab và SpongeBob. 291/5000
Ý tưởng là "giữ cho mọi thứ đều liên quan đến biển cả", vì vậy đoàn làm phim đã sử dụng rất nhiều dây thừng, ván gỗ, bánh tàu, lưới, neo, tấm lò hơi và đinh tán để tạo ra bối cảnh của chương trình. Chuyển tiếp giữa các cảnh được đánh dấu bằng các bong bóng lấp đầy màn hình, kèm theo tiếng nước chảy ào ào.
Loạt phim lấy "hoa bầu trời" làm phông nền của bối cảnh chính. Khi nhà thiết kế bối cảnh của loạt phim, Kenny Pittenger được hỏi họ là gì, ông trả lời, "Theo một cách nào đó, chúng hoạt động như những đám mây, nhưng vì chương trình diễn ra dưới nước nên chúng không thực sự là mây. Do ảnh hưởng của tiki đến chương trình, nền được các họa sĩ sử dụng rất nhiều hoa văn. " Pittenger cho biết những bông hoa trên bầu trời nhằm  gợi lên vẻ ngoài của chiếc áo sơ mi Hawaii in hoa".

### Các nhân vật
Loạt phim xoay quanh nhân vật chính và một nhóm gồm những người bạn thủy sinh của cậu. SpongeBob SquarePants là một sinh vật có hình dạng miếng mút xốp bọt biển tràn đầy năng lượng và lạc quan, sống trong căn nhà hình quả dứa ngập nước với chú ốc sên Gary cưng của mình, nó kêu meo meo như một con mèo. SpongeBob có một nhiệt huyết trẻ con về cuộc sống, cậu ta làm công việc đầu bếp phụ trách các món chiên tại một nhà hàng thức ăn nhanh tên là Krusty Krab dưới đại dương. Mục tiêu lớn nhất trong cuộc đời của cậu là có được bằng lái boatmobile. Những thú tiêu khiển yêu thích của Spongebob bao gồm "sứa", bao gồm bắt sứa bằng lưới theo cách tương tự như bắt bướm và thổi bong bóng xà phòng thành những hình dạng phức tạp.
Ở cách SpongeBob hai căn nhà là người bạn thân nhất của cậu ta là Patrick Star, một chú sao biển màu hồng lém lỉnh nhưng thân thiện cư trú dưới tảng đá. Bất chấp việc đầu óc chậm chạp, Patrick thấy mình là người thông minh. Squidward Tentacles, hàng xóm kế bên của SpongeBob và là đồng nghiệp tại Krusty Krab, là một con bạch tuộc kiêu ngạo, xấu tính sống trong một moai ở Đảo Phục sinh. Anh thích chơi kèn clarinet và vẽ chân dung tự họa nhưng lại ghét công việc thu ngân. Anh ta cũng không thích sống giữa SpongeBob và Patrick vì bản tính trẻ con của họ. 
Chủ sở hữu của Krusty Krab là một con cua màu đỏ keo kiệt tên là ông Krabs, người nói chuyện như một thủy thủ và điều hành nhà hàng của mình như thể nó là một con tàu cướp biển. Ông là một người cha đơn thân với một cô con gái tuổi vị thành niên, một con cá nhà táng tên là Pearl, người mà ông muốn để lại gia sản cho. Nhưng cô nàng Pearl không muốn tiếp tục công việc kinh doanh của gia đình và muốn dành thời gian nghe nhạc pop hoặc làm việc tại trung tâm mua sắm địa phương. Một người bạn khác của SpongeBob là Sandy Cheeks, một chú sóc cường tráng và thích tìm kiếm cảm giác mạnh đến từ Texas, mặc một bộ đồ lặn đầy không khí để thở dưới nước. Cô nàng sống trong một cây sồi được nhốt trong một mái vòm bằng kính trong suốt được khóa kín bằng một dấu niêm phong kín khí vặn bằng tay và là một chuyên gia về karate, đồng thời là một nhà khoa học.
Nằm đối diện với Krusty Krab là một nhà hàng đối thủ không thành công có tên là Chum Bucket. Nó được điều hành bởi một con giáp xác chân nhỏ, xanh lá cây, một mắt có tên Plankton  và người vợ là một cái máy tính có tên là Karen Plankton. Plankton liên tục cố gắng đánh cắp công thức bí mật cho món bánh mì kẹp thịt Krabby Patty nổi tiếng của ông Krabs, hy vọng chiếm được ưu thế và đánh bại Krusty Krab trong hoạt động kinh doanh. Karen cung cấp cho anh ta những âm mưu độc ác để có được công thức, nhưng nỗ lực của họ luôn không thành công và nhà hàng của họ hiếm khi có khách hàng.
Khi SpongeBob không làm việc tại Krusty Krab, cậu ta thường học lái thuyền từ bà Puff, một con cá nóc hoang tưởng nhưng kiên nhẫn. SpongeBob là học sinh chăm chỉ nhất của bà Puff và biết mọi câu trả lời cho các bài kiểm tra miệng mà cậu ta thực hiện, nhưng lại hoảng sợ và ngã khi cố gắng lái một chiếc thuyền thật. Khi bà Puff chịu đựng một trong những cú va chạm của SpongeBob hoặc sợ hãi, bà sẽ phồng lên thành một quả bóng.
Các tập đặc biệt của chương trình được dẫn dắt bởi một cướp biển lấy cảm hứng từ đời thực tên là Patchy và chú vẹt cưng Potty, có các phân đoạn được trình bày trong một câu chuyện kép với những câu chuyện hoạt hình. Patchy được miêu tả là chủ tịch của một câu lạc bộ người hâm mộ SpongeBob hư cấu, và nguyện vọng lớn nhất của cậu ta được gặp chính là SpongeBob. Potty thích chế giễu sự nhiệt tình của Patchy và gây rắc rối cho cậu ta trong khi cậu ta cố gắng dẫn chương trình. 
Một nhân vật không nhìn thấy được gọi là Người kể chuyện người Pháp thường giới thiệu các tập phim và tường thuật xen kẽ như thể loạt phim này là một bộ phim tài liệu thiên nhiên về đại dương. Vai trò và cách nói chuyện đặc biệt của ông là liên tưởng đến nhà hải dương học Jacques Cousteau. Các nhân vật khách mời định kỳ xuất hiện xuyên suốt bộ truyện bao gồm: các siêu anh hùng đã nghỉ hưu Mermaid Man và Barnacle Boy, những người mà SpongeBob và Patrick thần tượng; một bóng ma cướp biển được gọi là Flying Dutchman; nhân viên cứu hộ cơ bắp của Goo Lagoon, Larry the Lobster; và thần biển người cá, Vua Neptune.